# 歯内療法学
歯内療法学（しないりょうほうがく、英語：endodontology）は、歯学の一分野で、歯の硬組織、歯髄腔内、根尖周囲組織の疾病や傷害に対する診断、予防、治療に関する研究を行う臨床歯学の一分野である。歯内治療学（しないちりょうがく）とも。歯髄疾患、根尖性歯周組織疾患の予防と診断および治療法を考案するとともに口腔ならびに全身の健康保持をはかることを目的とする他、歯の外傷や変色に対する治療も対象としている。大学によって、歯内療法学単独の教室でなく、歯周組織の治療の研究を行う歯周治療学（歯周療法学）と歯内・歯周療法学などとしたり、歯のう蝕等の欠損に対する修復を行う保存修復学とまとめて、歯科保存学、う蝕学等とすることもある。

## 治療法
主に生活歯髄への治療法である歯髄保存療法や歯髄除去療法、根管の感染に伴う根尖部病変の治療法である感染根管治療や外科的歯内療法などが治療法として挙げられる。
歯髄の細菌感染の有無によって処置が大きく分けられる。細菌感染を引き起こしていない歯髄腔に対する処置としては、歯髄を覆う健全象牙質が薄い場合に行う間接覆髄法、う蝕象牙質の除去を行った際に露髄のおそれがある場合に行う暫間的間接覆髄法、全くの健全歯髄の露出に対して行う直接覆髄法などがある。感染・炎症が一部にとどまっている場合には断髄法を、広がっている場合は抜髄法を行うことになる。そして根尖周囲組織に炎症が存在する場合には感染根管処置を行う。
辺縁性歯周炎や血行からの細菌感染より歯髄疾患（上行性歯髄炎）を引き起こすこともある。
歯髄腔に対する処置を行う時、歯牙の解剖学的形態によっても処置方法が異なってくる。歯牙の形成は永久歯や乳歯を問わず出生後にも継続的に行われており、完成歯ばかりではなく、未完成の歯牙に対する処置に対しても施術法が考案されている。また、彎曲、狭窄、扁平、樋状、側枝、異常分岐などの根管の形態異常に対する施術法についても研究がなされている。
歯内療法において、根管の拡大と形成・その後の充填は重要なものであり、その方法として、下記のような方法がある。
- 根管拡大法
  - クラウンダウン法
  - ステップバック法
  - スタンダライズド法
- 根管充填法
  - 糊剤根管充填法
  - 単一ポイント充填法（single cone technique）
  - 多数ポイント充填法（multiple cone technique）
    - 側方加圧充填法（lateral condensation method）
    - 垂直加圧充填法（vertical condensation method）

### 歯内療法の困難
軽度う蝕のように治療すべき疾患が硬組織に限定されている場合は、失われた歯質を何らかの歯科材料で補えば良い。しかし、歯髄や根尖部にまで細菌感染が及んだ場合は患者自身の持つ免疫力が問われる為に治癒までの期間が症例で異なってくる。基礎疾患を持つ患者とそうでない患者や年齢などによっても歯内治療は大きく左右される。
また直視できない状況下で器具の操作をする場合がほとんどで、歯髄腔の独特な形態とも相まって歯内療法の困難さを増している。そして、技術の困難さと施術にかかる時間を鑑みて、現在の保険制度で充分な余裕を持って処置を行うことは簡単ではない。時間もかかり高い技術力を要求し薬も高価なのに保険点数（＝診療報酬）が異常に低いので、ぶっちゃけ赤字となる（日本の保険医療では最大源でも1212点。自由診療では5-30万円、東南アジアでは5万円以上）。そのことも歯内療法の困難さを増している原因の一つと挙げても過言では無いと思われる。